# Tipula (Vestiplex) semivittata dissimilis
Tipula (Vestiplex) semivittata dissimilis is een ondersoort van de tweevleugelige Tipula (Vestiplex) semivittata uit de familie langpootmuggen (Tipulidae). De ondersoort komt voor in het Palearctisch gebied.